# Lorenzo Tomasin
 (juillet 2018).
Lorenzo Tomasin, né le 26 juillet 1975 à Venise, est un philologue et linguiste italien, professeur à l'Université de Lausanne.

## Biographie
Professeur ordinaire de Philologie romane et de l'Histoire de la langue italienne à l'Université de Lausanne (depuis 2012) il enseigne à l'Université « Ca' Foscari » de Venise (2006-), dont il a été aussi vice-recteur (2011-2012), à l'Università Bocconi de Milan (chargé de cours, 2006-2012), et à l'Université de Ferrare. Il a été aussi Ricercatore à l'École normale supérieure de Pise, où il a étudié, et chercheur ou professeur invité aux universités de la Californie-Los Angeles, de Berlin (Freie), Erlangen-Nürnberg, Rome-3, Tübingen, Heidelberg, Varsovie.
Il a remporté les prix Giosue Carducci (2007), Cesare Pavese (2021), Prix Mondello (2021).
Il est membre du jury du Prix littéraire italien Campiello.
De l'Université de la Sarre, il a obtenu une Venia legendi en philologie romane.
Il a publié de nombreux articles et ouvrages sur l'histoire linguistique de la Vénétie et de Venise, et sur des auteurs italiens. Dans ses articles et dans le volume L'impronta digitale. Cultura umanistica e tecnologia (Rome, Carocci, 2017) il a abordé la thématique du rôle actuel de la culture humaniste et de son rapport avec la technologie, en exprimant des idées contre-courant qui ont trouvé une vaste écho dans les médias italiens et suisses (Il Fatto Quotidiano, Avvenire, Sinistrainrete, L'Eco di Bergamo, Il Gazzettino, Corriere del Ticino). 
Il collabore régulièrement aux pages culturelles du Il Sole 24 Ore (depuis 2001) et au Corriere del Ticino (depuis 2014).
Son Bilan de l'année littéraire présenté à Padoue en mai 2018 lors de la sélection des finalistes du prix Campiello (dans lequel il a fortement critiqué la qualité de la production littéraire contemporaine et l'absence de style dans la plupart des écrivains) a suscité de nombreuses réactions en Italie au fil des mois suivants,,,,.